# Хоэнбайльштайн
Хоэнбайльштайн (нем. Hohenbeilstein) — средневековый замок на вершине холма над городом Байльштайн на южной окраине района Хайльбронн в земле Баден-Вюртемберг, Германия.

## История

### Ранний период
Вероятно, первое укрепление на месте нынешнего замка было построено ещё в XI веке. Однако среди сохранившихся фрагментов каменной крепости самые ранние компоненты относятся к XIII веку. Точных сведений о времени основания замка не имеется.
Главная башня и кольцевая стена имеют точно такую же кладку и архитектуру, как в аналогичных по внешнему виду средневековых замках расположенных неподалёку: Лихтенберг, Хельфенберг, Либенштейн и Найпперг. Не вызывает сомнения, что все эти сооружения были возведены примерно в одно и то же время и примерно для тех же целей. Крепость в Байльштайне служила местом, где окрестные крестьяне могли укрытmся во время вражеских нападений. 
Вероятно, первый каменный замок возводился графами фон Кальв. Затем в XIII веке крепость, скорее всего, находилась во владении маркграфов Бадена. Позднее Хоэнбайльштайн перешёл в собственность вюртембергских графов. Некоторое время хозяевами замка были графы Тюбинген-Асперг. Однако около 1340 года Хоэнбайльштайн вернулся во владение Вюртембергов и оставался в этом статусе до XIX века. 
В первые века своего существования замок неоднократно осаждался, бывал разрушен и вновь восстановлен. Самые серьёзные осады пришлись на Крестьянское восстание 1525 года, а также на период войны за Пфальцской наследство (1688–1697), когда регион оказался во власти французов.
Представители семьи Вюртембергов сами не проживали в замке. Здесь находилась резиденция судебного пристава и ряд других органов власти. В конце XV века для наместника региона и судьи было возведено специальное здание на полпути между замком и городом Байльштайн. Крепость оставалась обычным фортификационным сооружением. 
В 1693 году, когда регион наводнили французские войска во время Война за Пфальцское наследство город и замок оказались уничтожены грандиозным пожаром. Впоследствии в 1699 году для судьи и чиновников в центр города рядом с ратушей построили новое здание, а замок и старые административные сооружения остались лежать в руинах. Долгое время крепость использовалась как склад. При этом серьёзный ремонт не проводился.

### XIX век

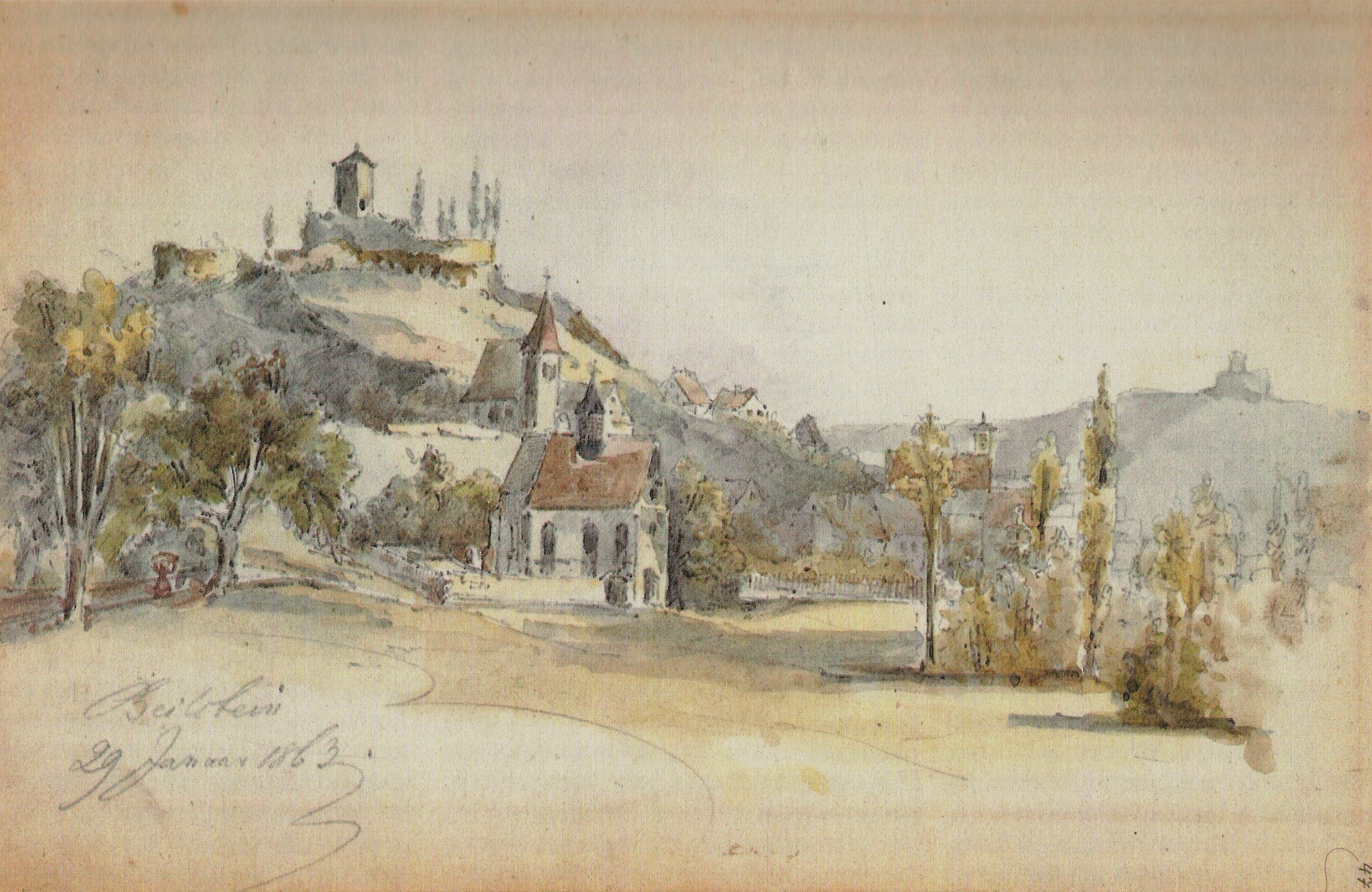
Вид замка на рисунке 1863 года

В ходе реализации в 1810 году программы по радикальным изменениям административной структуры Королевства Вюртемберг, замок Хоэнбайльштайн был назначен местом пребывания наместника округа Марбах.
Замок оставался во владении государства Вюртемберг до 1836 года. Затем его приобрёл известный теолог и философ, старший советник Фридрих Иммануэль Нитхаммер (1766–1848). Покупка обошлась ему в 600 гульденов.
В 1898 году богатый предприниматель Роберт Фолльмёллер купил замок за 10 тысяч марок. В последующие годы он скупил множество прилегающих к комплексу участков земли на замковом холме.

### XX век

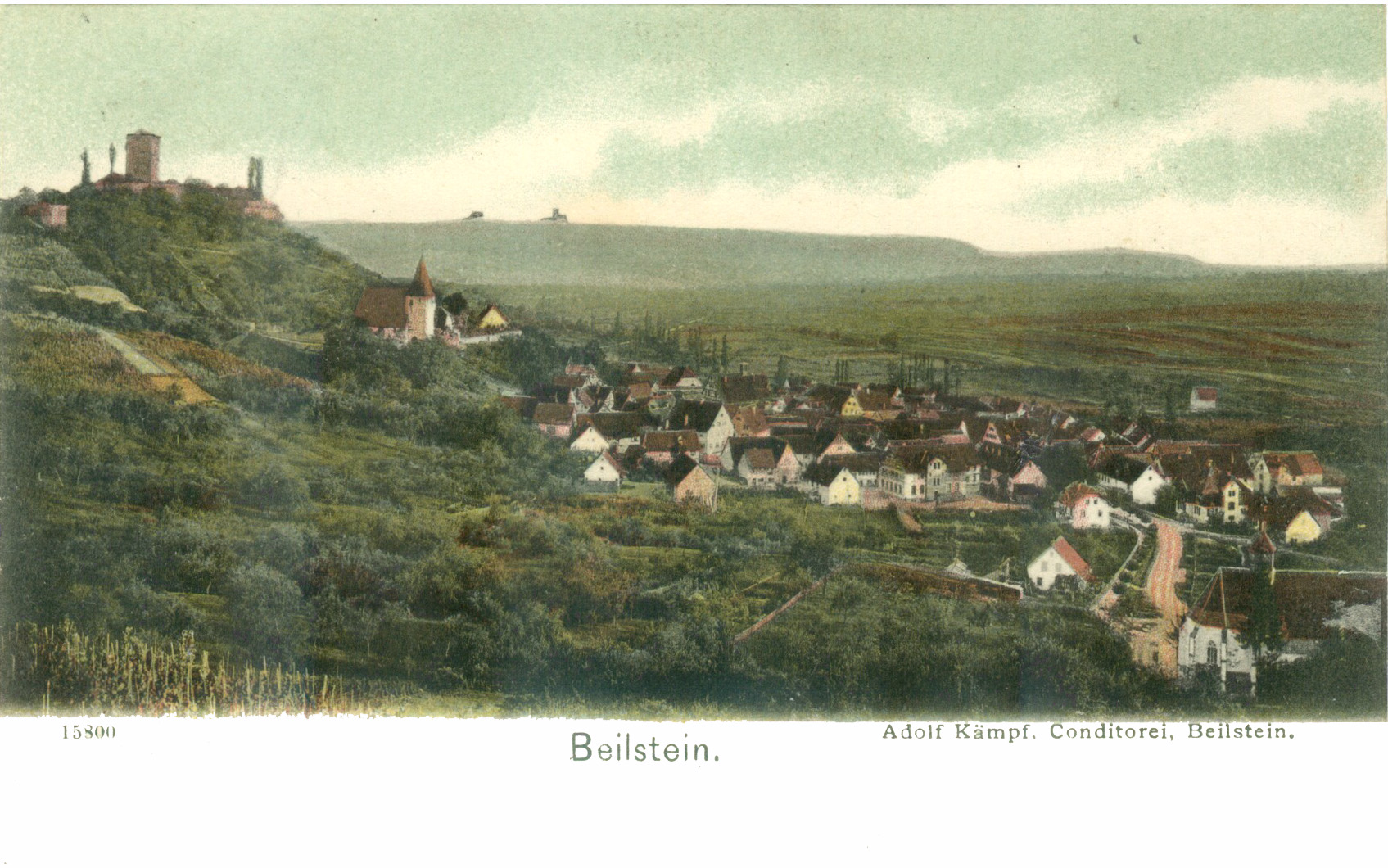
Вид замка на открытке 1900 года

В начале XX века началась реставрация отдельных частей замкового комплекса. На остатках прежнего фундамента и стен Нижнего замка было возведено несколько зданий, где разместились офисы, различные службы и офисы.
В 1906–1908 годах по планам Альберта Бенца началась реконструкция старинного замка. Консультантами выступили известный исследователь замков Отто Пипер и архитектор Бодо Эбхардт. Впоследствии Эбхардт трудился в качестве главного архитектора во время масштабной реконструкции замка. 
Однако в ходе своей энергичной деятельности в Байльштайне Фолльмёллер, который активно инвестировал здесь в различные проекты, стал испытывать серьёзные трудности. Владельцы соседних виноградников опасались конкуренции, а власти города не желали расширения построенной предпринимателем в Байльштайне фабрики. Всё это обернулось конфликтом. После поджога в 1908 году начался сильны пожар и сгорело несколько отреставрированных зданий. Однако Фолльмёллер продолжил восстановление замка. Более того, он издал в 1911 году книгу Августа Хольдера об истории Хоэнбайльштайна. В это издание были включены многочисленные фотографии величественного Нижнего замка, как примеры удачной реконструкции средневековой архитектуры. Подразумевалось, что в том же духе будет перестроен и Верхний замок. Но в том же 1911 году, уже после выхода книги, Фолльмёллер заболел и скоропостижно скончался. И вскоре все работы по реставрации оказались свёрнуты.

## Описание замка
На сегодняшний день замок представляет из себя комплекс с кольцевой стеной и высокой башней, которая в основании имеет квадратную форму. Высота башни составляет 28 метров. Ранее в неё можно было попасть только через высокий вход. Внутреннее пространство замка — это двор пятиугольной формы, который окружают стены толщиной до 2,5 метров. Сама стена была создана по типу шильдмауэр (стена-щит). То есть с наиболее уязвимой во время осады стороны замка возводили более прочные и высокие стены. Ранее перед замком имелся  форбург. От него остались две оборонительные башни. 
Замок окружал глубокий ров и внутрь можно было попасть только по подъёмному мосту через единственные ворота с восточной стороны.
Склоны холма вокруг замка засажены виноградниками.

## Современное использование
Замок является туристической достопримечательностью. Внутри устроена площадка для проведения концертов. Также внутри расположен ресторан (здание возведено по проекту Альберта Бенца). Бергфрид используется как смотровая башня. C верхней площадки открываются живописные виды города и окрестностей. 
В замке регулярно проводят свои мероприятия любители соколиной охоты.

## Галерея

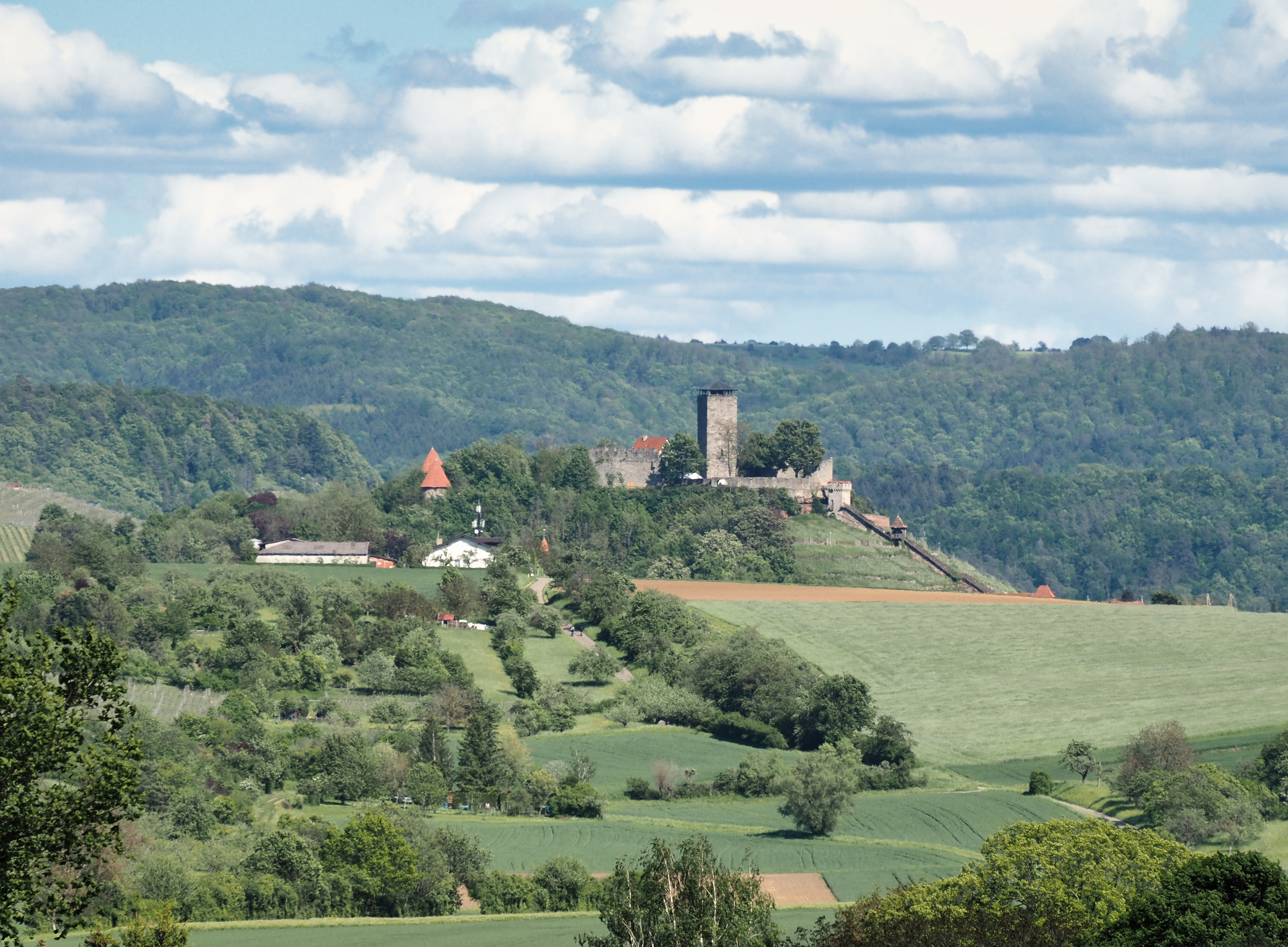
Вид замка с северо-западной стороны
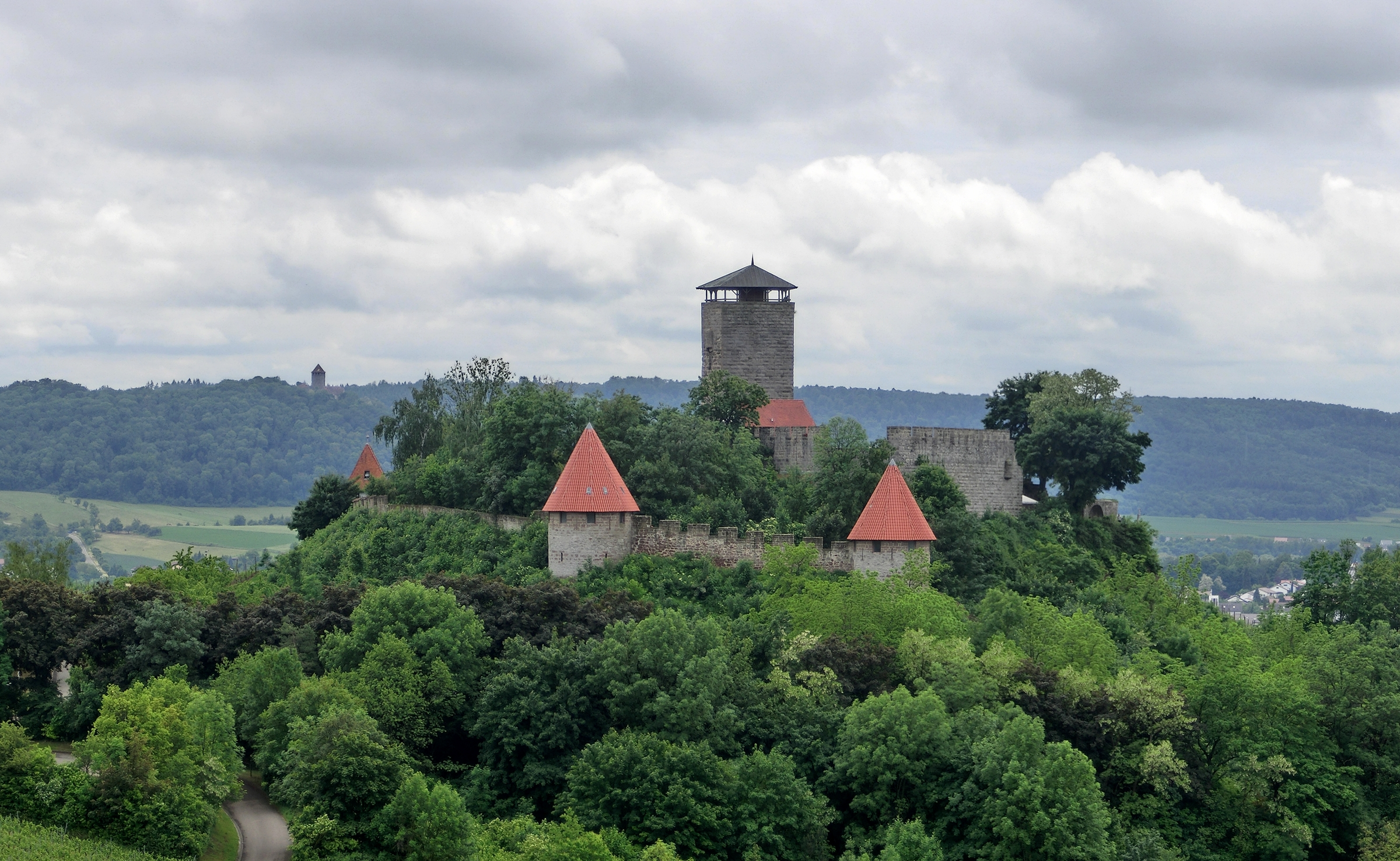
Вид замка с северной стороны
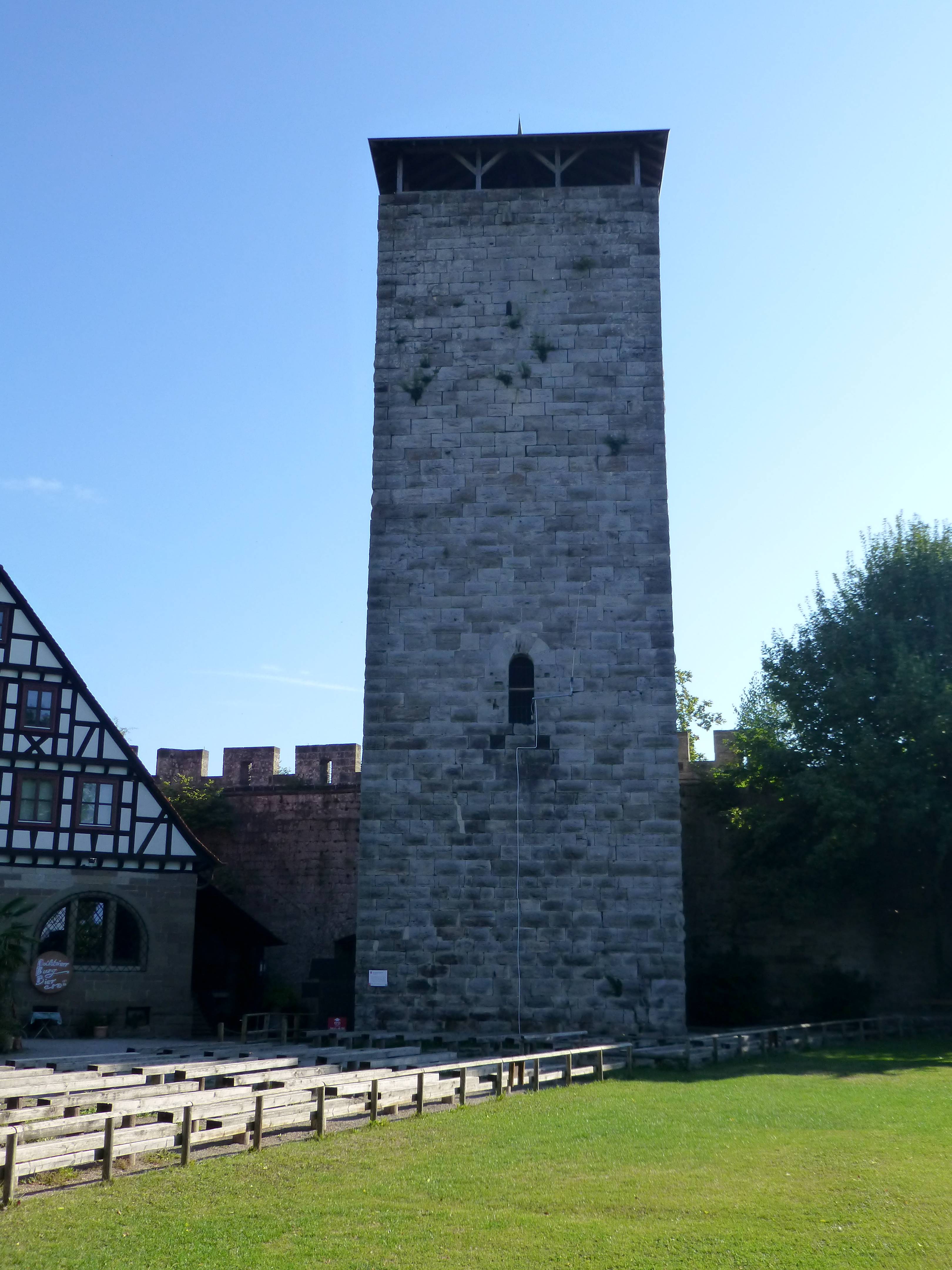
Бергфрид замка
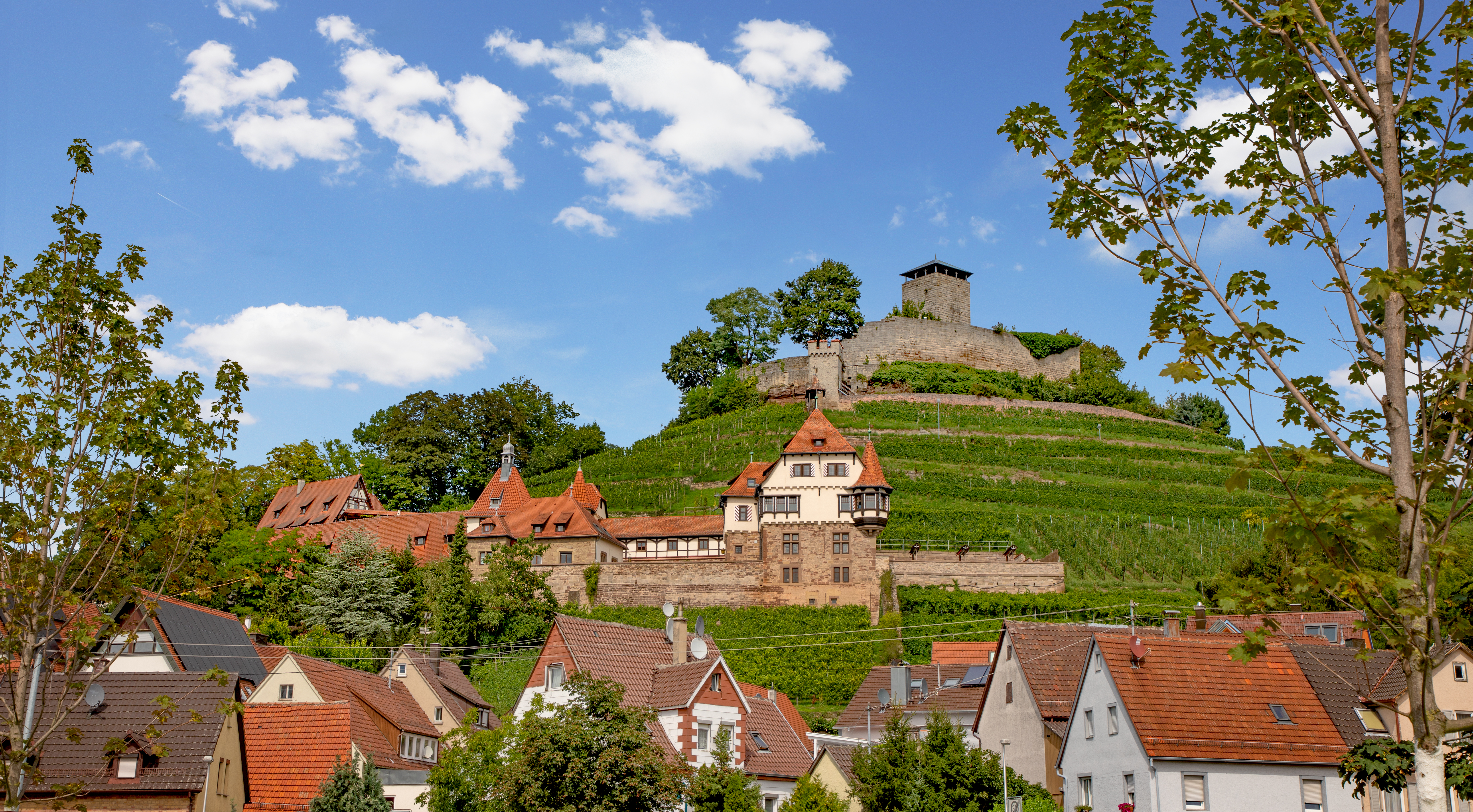
Вид Верхнего замка на фоне Нижнего замка и города
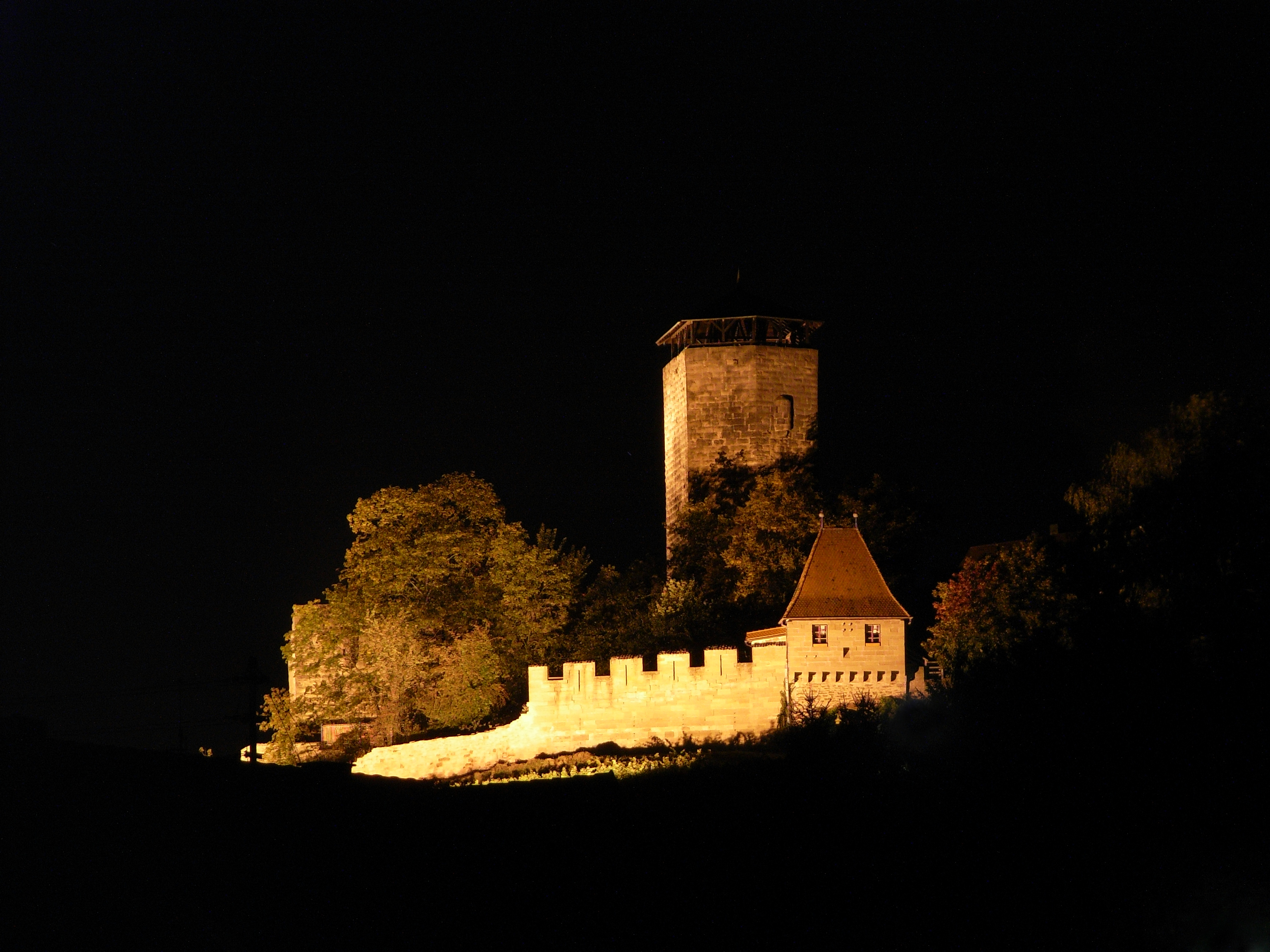
Ночная подсветка замка